# Grottesche con figure allegoriche
Le Grottesche con figure allegoriche sono un ciclo di affreschi eseguiti da Pietro Baschenis nel 1615 per la sala Tassiana e per la ex sala del cancelliere del palazzo Nuovo di Bergamo sede della biblioteca civica Angelo Mai.

## Storia
(Regesti)
La polizza di pagamento dei decori che Pietro Baschenis eseguì, riporta la data del 1615 per l'antico palazzo della Cancelleria. Il palazzo, variò nel tempo la sua destinazione d'uso, da sede della cancelleria nel 1592, a sede comunale dal 1648 al 1873 fino al trasferimento degli uffici amministrativi a Palazzo Frizzoni nella parte bassa della città. Con la modifica strutturale dell'edificio iniziata nel Seicento e dell'antica sala del Minor Consiglio, poi sala Tassiana, gli affreschi posti sulle finestre furono andati perduti.

Le figure dipinti fanno riferimento alla destinazione d'uso che aveva la sala, probabilmente suggerite da qualche componente il maggior consiglio di alta preparazione culturale, dovevano infatti collegarsi alle cariche ricoperte da alcuni personaggi che si dovevano occupare dei regolamenti pubblici. Dovevano quindi essere rivolte a chi sedeva negli scranni della sala e completavano quanto riporta la scritta posta sulla parte centrale della cornice della volta: 

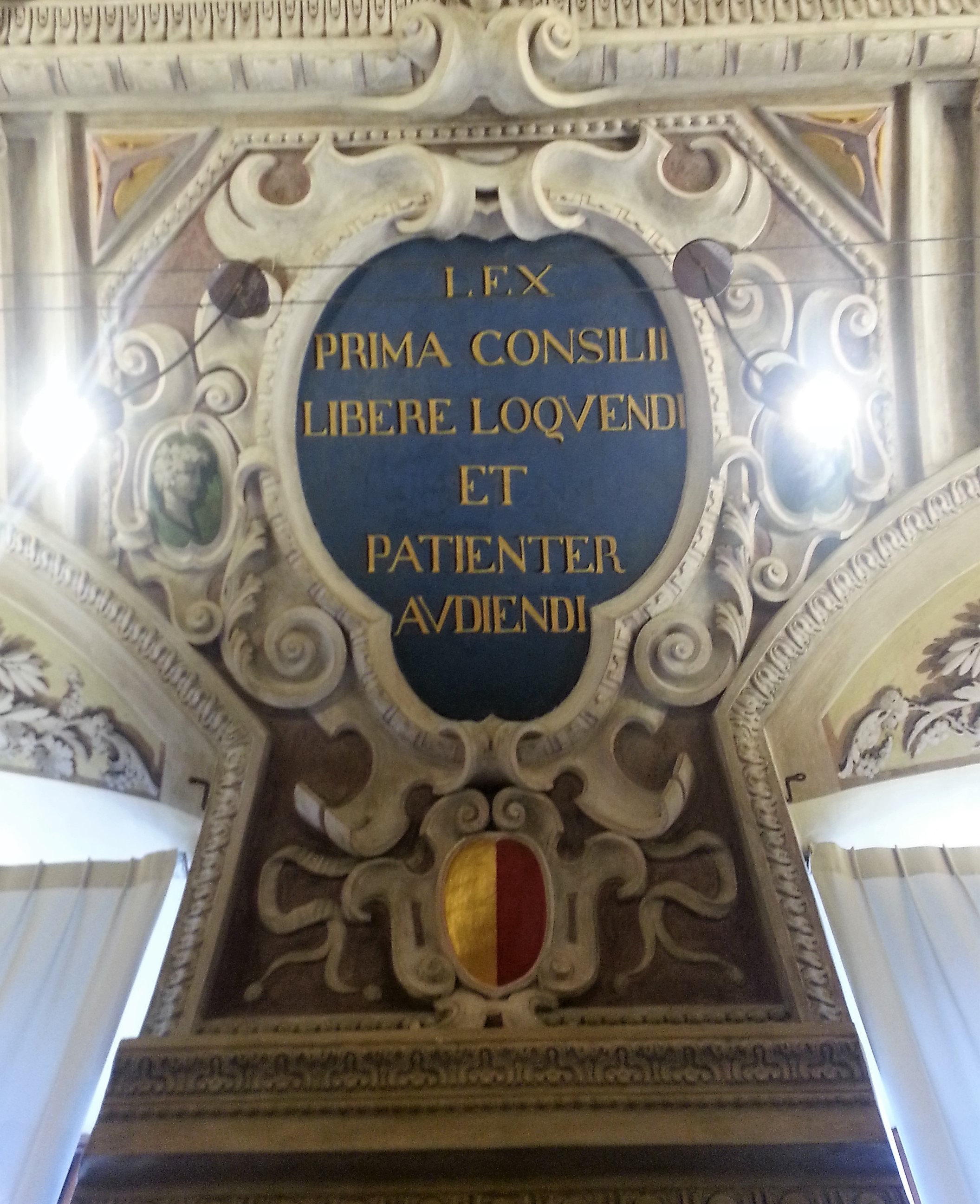
Sala Tassiana - Scritta con lo stemma dai colori rosso e oro di Bergamo

Il Baschenis dipinse anche nella sala del cancelliere, poi dedicata al custode della biblioteca, una epigrafe con la firma e la data di esecuzione con gli stemmi dei cancellieri Flaminio Amanio e Gabriele Salvagni non ben leggibile che riporta nella parte sinistra : «GABRIEL SA (LVANEU) S.M.C. CANC ELECT.../ CUI PRIM AD HABIT CON.../PICTURA ET LE O /SIGNIFICAN ... E GRA.../ORNAN ...ET.../...md.../PETRUS BASCHEN...» e a destra «D. FLAMINIO (AMAN)IO IPSIUS M.C./ LL° DEAMORIS/...RVAN...GO IDEM/SAL...I 1615»
La relazione del 10 aprile 1616 dei delegati alla destinazione d'uso dei locali riporta: «nel seguente piano sotto alli solari cinque luoghi. Quattro sono assegnati per la parte del m.co consiglio per habitatione del Cancelliere, cosina, due camere e camerino per studio» Il Salvagni abitava in borgo San Leonardo, in prossimità dell'abitazione della famiglia Baschenis , forse la commissione riguardava il suo «camerino per studio». Queste inizialmente furono considerate opere del Cavagna, fu Pasino Fornoni ad assegnarle al Baschenis nel 1915.

## Descrizione

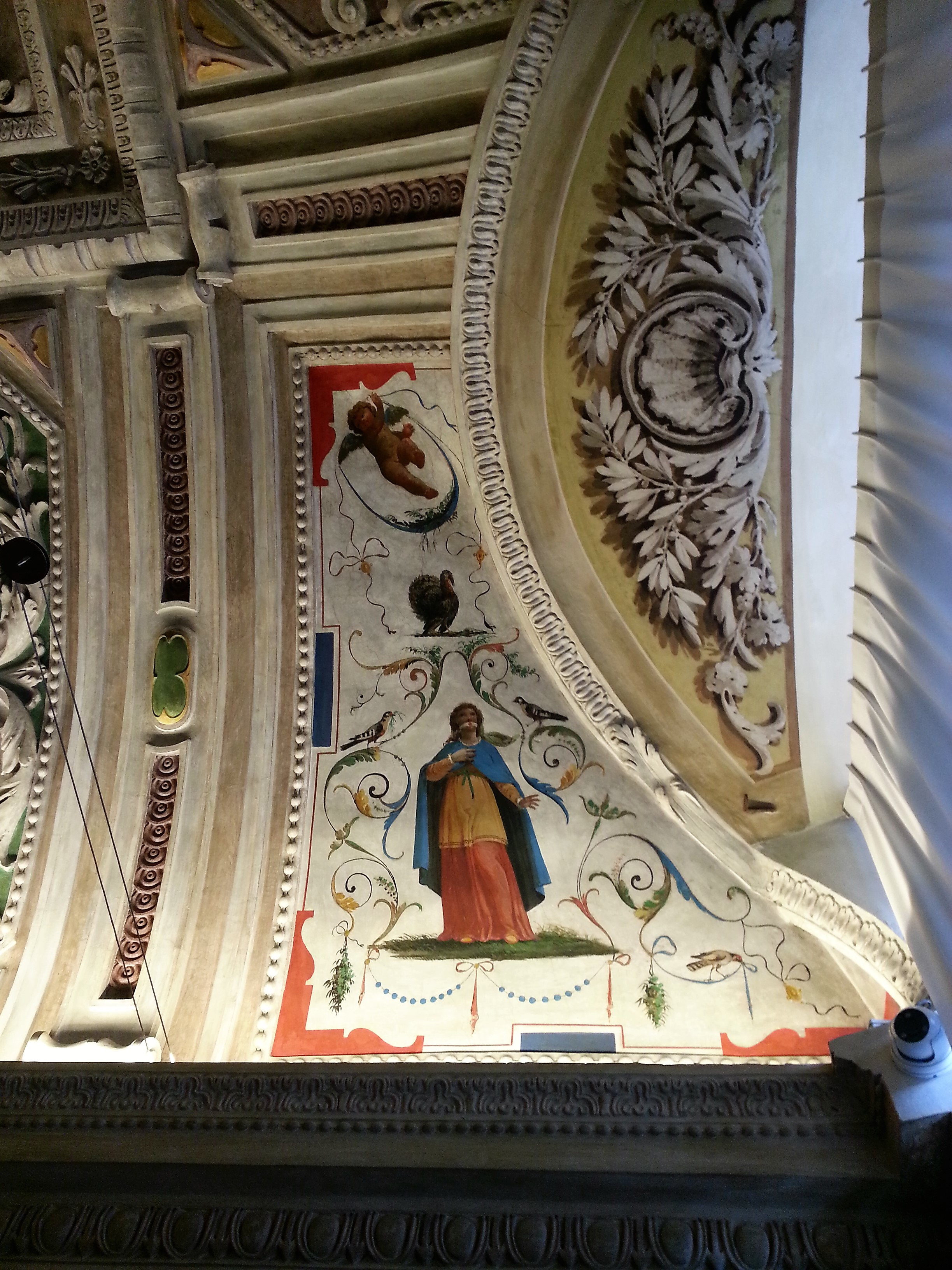
Figure poste negli angoli della volta della sala Tassiana

Le uniche figure, che non sono state modificate dall'Orelli sono disposte negli angoli della volta a padiglione tagliato, complete di semplici ornati vegetali e da piccoli uccelli che reggono dei nastri.
Le figure rappresentano: la Benignità, Provvidenza, Tolleranza, Eloquenza, Silenzio e Sincerità, raffigurazioni che prendono riferimento dall'iconografia scritta da Cesare Ripa.
La Benignità è raffigurata con a fianco animali che devono il latte che spilla dalle sue mammelle, e la Sincerità che tiene nella mano destra un cuore e nella sinistra una colomba, è la raffigurazione contraria di quanto riporta lo scritto del Ripa.
Il Silenzio è raffigurato con l'immagine di una donna “con una benda legata a traverso del viso, che le ricopra la bocca”. L'Eloquenza è raffigurata da una donna con “ghirlanda in capo d'herba chiamata iride, nella mano destra tiene una folgore e nella sinistra un libro aperto”. La raffigurazione riprende quando Omero voleva che gli ambasciatori troiani fossero eloquenti, l'iride infatti è dai veri colori così come devono essere varie le parole durante le orazioni di questi personaggi. La Provvidenza è ripresa come una donna che “nella mano destra tiene un mazzo di spighe di grano, e nella sinistra una Cornucopia”.
Il camerino del cancelliere presenta tre dipinti a fondo morale, come indicato sul cartiglio posto al centro della volta «BITLABOR MANET HONESTUM». I tre quadri raffigurano sono inseriti in una cornice che riporta scritte atte a aiutare l'osservante a comprendere il soggetto. Un dipinto rappresenta un paesaggio dove un giovane riposa e osserva alcune formiche operose che salgono sulla sua gamba, alle sue spalle un pastore, un cerco e una barca ferma in un piccolo lago. Questo riporta la scritta : «VADE AD FORMICAM PIGER-QUISQUIS INERS ABEAT», dedica ai pigri che devono imparare dalle formiche. Il secondo riquadro raffigura un paesaggio dove una giovane copia si diverte facendo musica, presso vi è un asino porta sulla groppa una bisaccia con mele e una fiasca. Intorno vi sono personaggi impegnati nella caccia o nella pesca. La didascalia riporta: «VANITAS VANIS. ET-TRAIT SUA QUEMQ VOLUNTAS».
Il terzo dipinto raffigura alcuni buoi che trainano un carro carico di botti su di una salita. Dietro un uomo genuflesso in preghiera. Intorno uomini in atteggiamento operoso. Le didascalie riportano: «OPERAI ACCINGARIS OPERT». Negli angoli vi sono raffigurazioni a grottesche.